# 普利亚维尼亚斯站
帕维尼亚斯站是里加-陶格夫匹尔斯铁路线上的一个火车站，车站建于1861年，后于1950年翻修，附近的居民点是艾茲克勞克萊市鎮下辖的普利亚维尼亚斯镇。